# Ligne de Tallinn à Keila
La ligne de Tallinn à Keila (estonien : Tallinna–Keila raudteeliin) est une ligne ferroviaire estonienne.
Elle débute à gare de Tallinn-Baltique et se termine à la gare de Keila.

## Caractéristiques

Quelques vues de la ligne
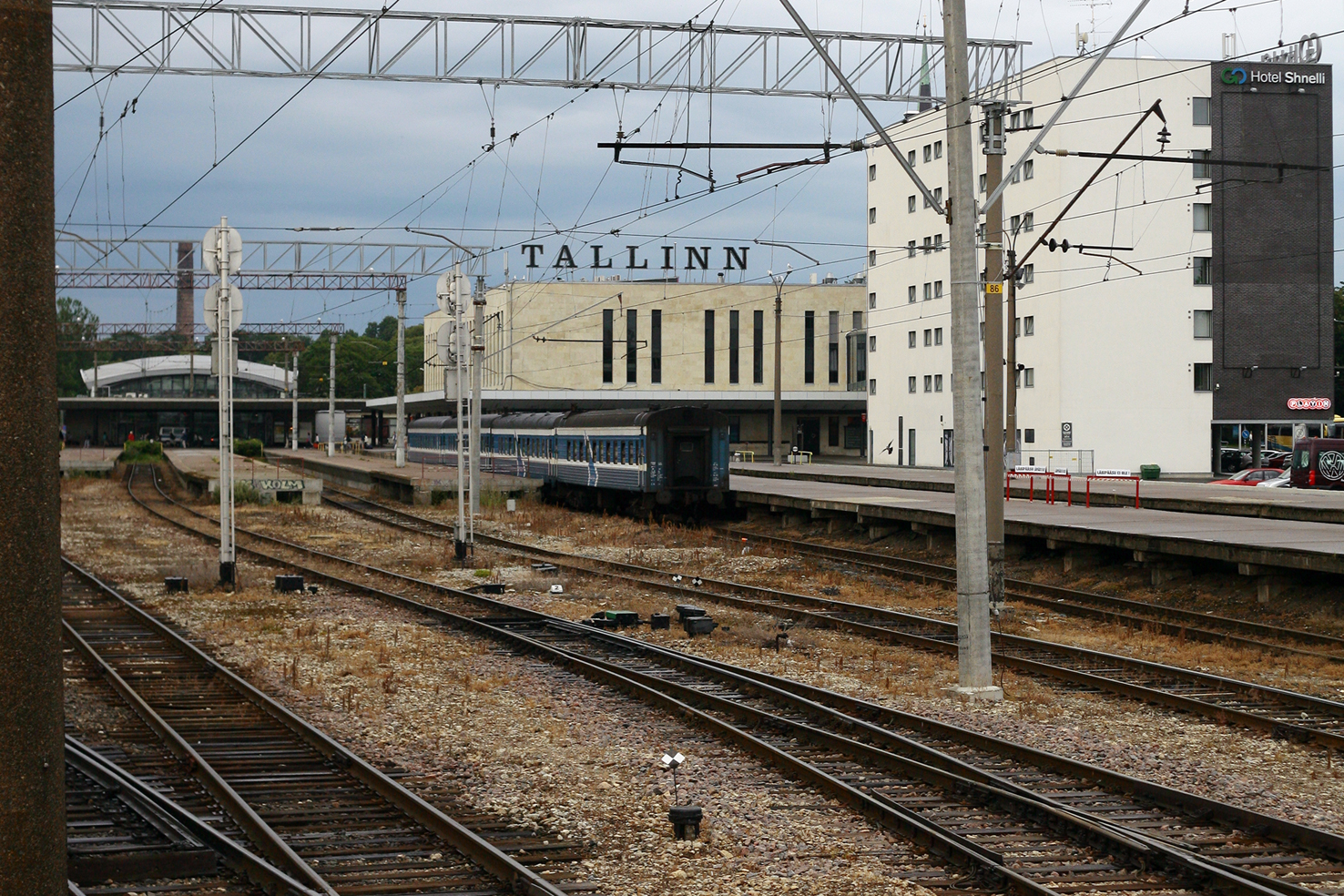
Tallinn-Baltique
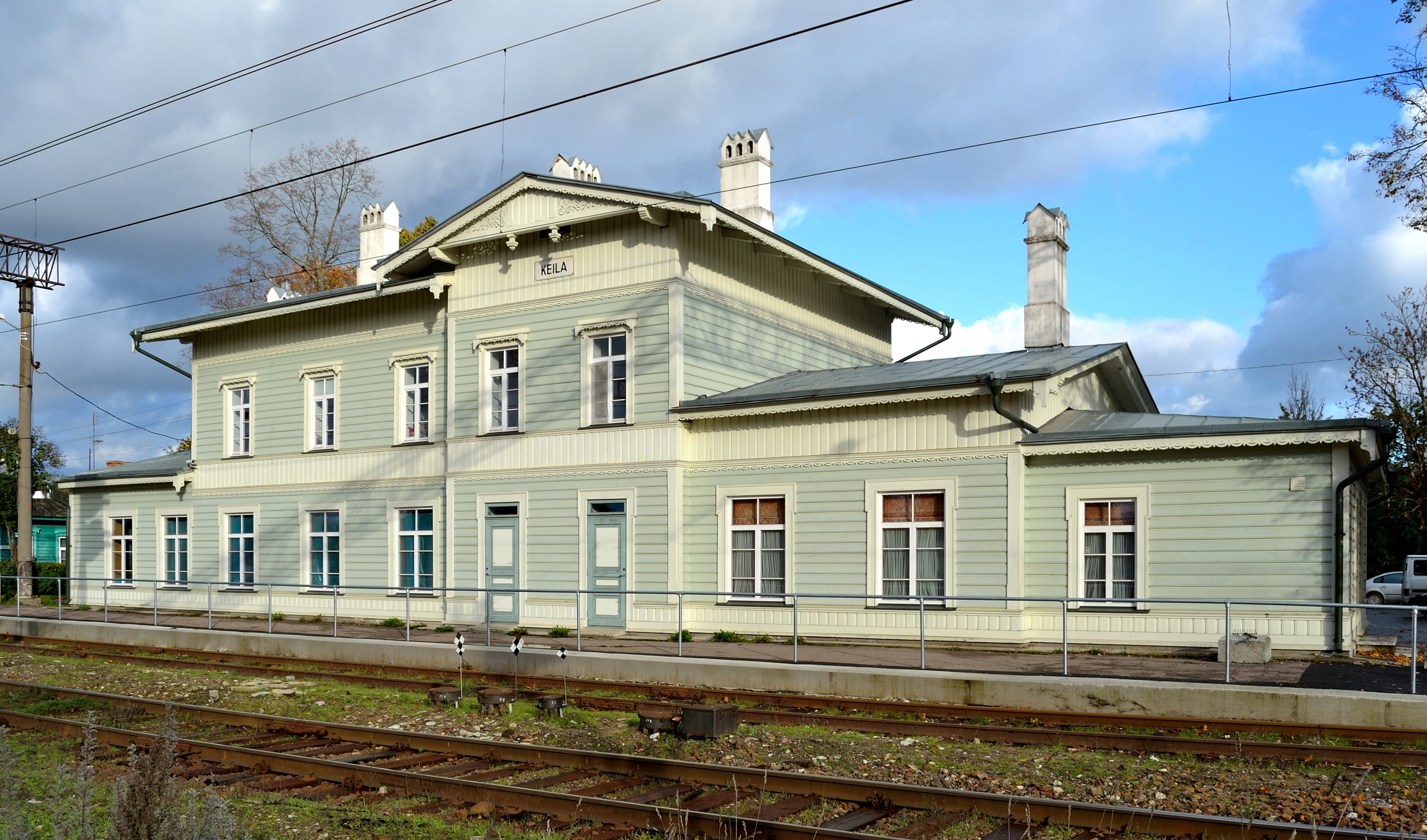
Keila
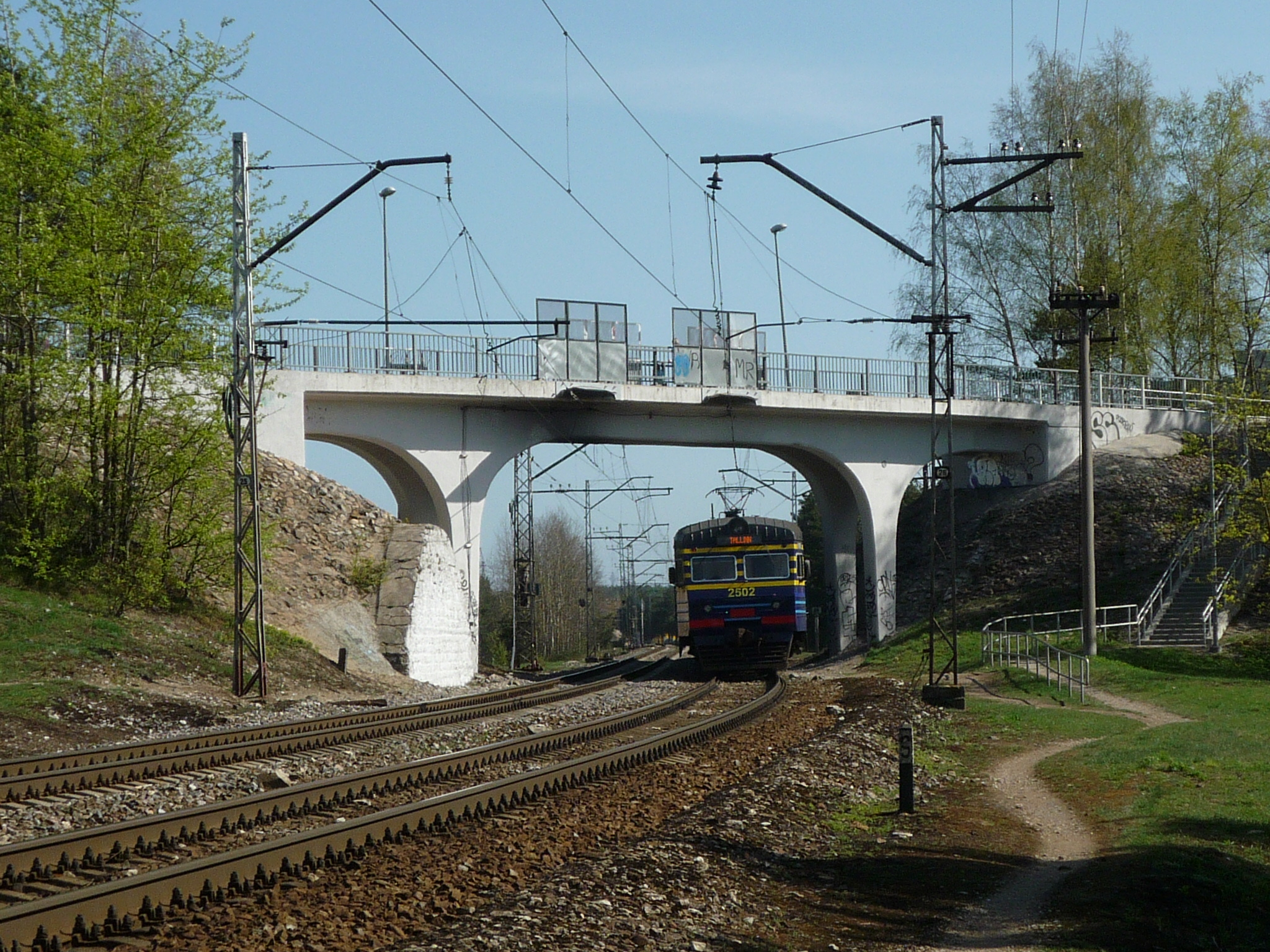
Viaduc de Rahumäe.